# Vésigneul-sur-Marne
Vésigneul-sur-Marne é uma comuna francesa na região administrativa do Grande Leste, no departamento de Marne. Estende-se por uma área de 7.86 km², e possui 234 habitantes, segundo o censo de 2018, com uma densidade de 30 hab/km².